# Calamagrostis erectifolia
Calamagrostis erectifolia är en gräsart som beskrevs av Albert Spear Hitchcock. Calamagrostis erectifolia ingår i släktet rör, och familjen gräs. Inga underarter finns listade i Catalogue of Life.